# Epiactis arctica
Epiactis arctica is een zeeanemonensoort uit de familie Actiniidae.
Epiactis arctica is voor het eerst wetenschappelijk beschreven door Verrill in 1868.